# رنگینک (پرنده)
رنگینَک نامی است که به هر یک از پرندگان عضو خانواده رنگینکان (نام علمی: Pipridae) اشاره دارد. این خانواده از راسته گنجشک‌سانان است.
خانواده رنگینکان حدود ۶۰ گونه دارد که در نواحی گرمسیری قاره آمریکا زندگی می‌کنند.
اندازه رنگینک‌ها بین ۷ تا ۱۵ سانتی‌متر و وزن آن‌ها میان ۸ تا ۳۰ گرم است.

## سرده‌ها و گونه‌ها
خانواده رنگینکان
- سرده: رنگینک‌نماها Pseudopipra
  - رنگینک کاکل‌سفید، Pseudopipra pipra
- سرده: رنگینک‌های اصلی Pipra
  - رنگینک کلاه‌قرمزی، Pipra aureola
  - رنگینک دم‌نواری، Pipra fasciicauda
  - رنگینک دم‌سیمی، Pipra filicauda
- سرده: رنگینک‌های شاخی Ceratopipra
  - رنگینک سرطلایی، Ceratopipra erythrocephala
  - رنگینک سرپوش‌قرمز، Ceratopipra mentalis
  - رنگینک سرقرمز، Ceratopipra rubrocapilla
  - رنگینک دم‌گرد، Ceratopipra chloromeros
  - رنگینک شاخ‌سرخ، Ceratopipra cornuta
- سرده: پولک‌موها Lepidothrix
  - رنگینک کاکل‌آبی، Lepidothrix coronata
  - رنگینک کفل‌آبی، Lepidothrix isidorei
  - رنگینک کلاه‌نیلی، Lepidothrix coeruleocapilla
  - رنگینک کلاه‌برفی، Lepidothrix nattereri
  - رنگینک کاکل‌زری، Lepidothrix vilasboasi
  - رنگینک کاکل‌یشمی، Lepidothrix iris
  - رنگینک شکم‌نارنجی، Lepidothrix suavissima
  - رنگینک جلوسفید، Lepidothrix serena
- سرده: رنگینک‌های کلاه‌خودی Antilophia
  - رنگینک کلاه‌خودی، Antilophia galeata
  - رنگینک آریارپه، Antilophia bokermanni
- سرده: رنگینک‌های رقاص Chiroxiphia
  - رنگینک دم‌دراز، Chiroxiphia linearis
  - رنگینک دم‌نیزه‌ای، Chiroxiphia lanceolata
  - رنگینک پشت‌آبی، Chiroxiphia pareola
  - رنگینک یونگاس، Chiroxiphia boliviana
  - رنگینک آبی‌رنگ، Chiroxiphia caudata
- سرده: دم‌سنجاقی‌ها Ilicura
  - رنگینک دم‌سنجاقی، Ilicura militaris
- سرده: بال‌طلایی‌ها Masius
  - رنگینک بال‌طلایی، Masius chrysopterus
- سرده: رنگینک‌های پرشی Corapipo
  - رنگینک سپیدبر، Corapipo leucorrhoa
  - رنگینک یال‌سفید، Corapipo altera
  - رنگینک گلوسفید، Corapipo gutturalis
- سرده: رنگینک‌های بال‌کوتاه Manacus
  - رنگینک طوق‌سفید، Manacus candei
  - رنگینک طوق‌نارنجی، Manacus aurantiacus
  - رنگینک طوق‌طلایی، Manacus vitellinus
  - رنگینک ریش‌سفید، Manacus manacus
- سرده: رنگینک‌های بال‌شمشیری Machaeropterus
  - رنگینک بال‌چماقی، Machaeropterus deliciosus
  - رنگینک راه‌راه، Machaeropterus regulus
  - رنگینک راه‌راه غربی، Machaeropterus striolatus
  - رنگینک نگارین، Machaeropterus eckelberryi
  - رنگینک کلاه‌آتشی، Machaeropterus pyrocephalus
- سرده: رنگینک‌های عجیب Xenopipo
  - رنگینک سیاه، Xenopipo atronitens
  - رنگینک زیتونی، Xenopipo uniformis
- سرده: رنگینک‌های نهان Cryptopipo
  - رنگینک سبز، Cryptopipo holochlora
    - رنگینک لیتا، Cryptopipo (holochlora) litae
- سرده: رنگینک‌های سبزفام Chloropipo
  - رنگینک سرزرد، Chloropipo flavicapilla
  - رنگینک شبق، Chloropipo unicolor
- سرده: دگرشاخکی‌ها Heterocercus
  - رنگینک کاکل‌آتشی، Heterocercus linteatus
  - رنگینک کاکل‌نارنجی، Heterocercus aurantiivertex
  - رنگینک کاکل‌زرد، Heterocercus flavivertex
- سرده: نوکف‌پایی‌ها Neopelma
  - رنگینک کاکل‌زعفرانی، Neopelma chrysocephalum
  - رنگینک شکم‌گوگردی، Neopelma sulphureiventer
  - رنگینک شکم‌روشن، Neopelma pallescens
  - رنگینک وید، Neopelma aurifrons
  - رنگینک ظالم سرا دومار، Neopelma chrysolophum
- سرده: رنگینک‌های ظالم کوچک Tyranneutes
  - رنگینک ظالم کوتوله، Tyranneutes stolzmanni
  - رنگینک ظالم ریزه، Tyranneutes virescens